# Road Trips Volume 1 Number 2
Road Trips Volume 1 Number 2 je koncertní album skupiny Grateful Dead. Jedná se o druhou část série Road Trips. Album vyšlo 4. února 2008 u Grateful Dead Records. Skladby pocházejí z října 1977.

## Seznam skladeb
| Disk 1 | Disk 1                                | Disk 1                          | Disk 1 |
| Pořadí | Název                                 | Autor                           | Délka  |
| ------ | ------------------------------------- | ------------------------------- | ------ |
| 1.     | Let It Grow                           | Weir, Barlow                    | 10:17  |
| 2.     | Sugaree                               | Garcia, Hunter                  | 17:41  |
| 3.     | The Music Never Stopped               | Weir, Barlow                    | 8:59   |
| 4.     | Mississippi Half-Step Uptown Toodleoo | Garcia, Hunter                  | 11:53  |
| 5.     | El Paso                               | Robbins                         | 4:52   |
| 6.     | Help On the Way                       | Garcia, Hunter                  | 5:48   |
| 7.     | Slipknot!                             | Garcia, K. Godchaux, Lesh, Weir | 4:02   |
| 8.     | Franklin's Tower                      | Garcia, Kreutzmann, Hunter      | 14:59  |

| Disk 2         | Disk 2                        | Disk 2             | Disk 2 |
| Pořadí         | Název                         | Autor              | Délka  |
| -------------- | ----------------------------- | ------------------ | ------ |
| 1.             | Playing in the Band           | Weir, Hart, Hunter | 17:12  |
| 2.             | Drums                         | Hart, Kreutzmann   | 3:09   |
| 3.             | The Other One                 | Weir               | 8:24   |
| 4.             | Good Lovin'                   | Resnick, Clark     |        |
| 5.             | Terrapin Station              | Garcia, Hunter     | 11:29  |
| 6.             | Black Peter                   | Garcia, Hunter     | 13:17  |
| 7.             | Around and Around             | Berry              | 9:08   |
| 8.             | Brokedown Palace              | Garcia, Hunter     | 5:51   |
| 9.             | Playing In the Band (reprise) | Weir, Hart, Hunter | 5:23   |
| Celková délka: | Celková délka:                | Celková délka:     | 158:20 |

| Bonusový disk  | Bonusový disk        | Bonusový disk              | Bonusový disk |
| Pořadí         | Název                | Autor                      | Délka         |
| -------------- | -------------------- | -------------------------- | ------------- |
| 1.             | Scarlet Begonias     | Garcia, Hunter             | 10:02         |
| 2.             | Fire on the Mountain | Hart, Hunter               | 9:31          |
| 3.             | Estimated Prophet    | Weir, Barlow               | 12:04         |
| 4.             | Loser                | Garcia, Hunter             | 7:55          |
| 5.             | Sunrise              | D. Godchaux                | 3:56          |
| 6.             | Iko Iko              | Crawford                   | 7:05          |
| 7.             | The Wheel            | Garcia, Kreutzmann, Hunter | 5:30          |
| 8.             | Wharf Rat            | Garcia, Hunter             | 13:31         |
| 9.             | Sugar Magnolia       | Weir, Hunter               | 9:48          |
| Celková délka: | Celková délka:       | Celková délka:             | 79:28         |

## Sestava
- Jerry Garcia – sólová kytara, zpěv
- Bob Weir – rytmická kytara, zpěv
- Phil Lesh – basová kytara
- Donna Jean Godchaux – zpěv
- Keith Godchaux – klávesy
- Mickey Hart – bicí
- Bill Kreutzmann – bicí